# Con Air – lot skazańców
Con Air – lot skazańców – amerykański film fabularny z 1997 w reżyserii Simona Westa. W rolach głównych wystąpili Nicolas Cage, John Malkovich i John Cusack.

## Fabuła
Cameron Poe (Nicolas Cage), były żołnierz, zostaje skazany na osiem lat więzienia za nieumyślne zabójstwo w obronie własnej. Zwolniony warunkowo za dobre sprawowanie wraca po kilku latach do domu - do żony (Monica Potter) i córeczki, której nigdy jeszcze nie widział. Niestety, nie dane mu będzie jeszcze zaznać spokoju. Samolot, którym leci, zostaje przejęty przez najgorszych przestępców Ameryki, którymi dowodzi Cyrus „Wirus” Grissom (John Malkovich) geniusz i maniak zarazem. Poe popada w poważne tarapaty. Na uwolnienie zakładników i samego siebie ma bardzo mało czasu, ponieważ władze USA, lękając się niebezpieczeństwa, jakim są przestępcy, rozważają zestrzelenie samolotu.

## Obsada
- Nicolas Cage: Cameron Poe
- John Malkovich: Cyrus 'Wirus' Grissom
- Monica Potter: Tricia Poe
- John Cusack: Vince Larkin
- Landry Allbright: Casey Poe
- M.C. Gainey: Swamp Thing
- Danny Trejo: Johnny 'Johnny-23' Baca
- Steve Buscemi: Garland 'The Marietta Mangler' Greene
- Steve Eastin: Guard Falzon
- Rachel Ticotin: Guard Sally Bishop
- Dave Chappelle: 'Pinball'
- Mykelti Williamson: Mike 'Baby-O' O’Dell
- Ving Rhames: Nathan 'Diamond Dog' Jones
- Scott McCoy: Cindino Gunman
- Earl Billings: strażnik
- Harley Zumbrum: Con
- Dabbs Greer: stary człowiek pod ciężarówką
- Matthew Barry: Chambers
- John Diehl: publiczny obrońca
- Earl Billings: strażnik
- José Zúñiga: agent DEA Willie Sims
- Dan Rudert: pilot helikoptera
- Lauren Pratt: Debbie w wieku 6 lat
- Brendan Kelly: Conrad
- Brian Willems: Paramedic
- Eddie Perez: Cindino Gunman
- Jamie Bozian: Con
- Renoly Santiago: Ramon Martinez
- John Roselius: Skip Devers
- Marty Fresca: łysy więzień
- Mario Roberts: Mongoose
- Dennis Burkley: Dale, Barman
- Nick Chinlund: William 'Billy Bedlam' Bedford
- John Campbell : kierowca autobusu B.O.P.
- Thomas Rosales Jr.: Cindino Gunman
- Gilbert Rosales: Ramirez
- Kevin Gage: Billy Joe
- Kira Burt: policyjna funkcjonariuszka
- Chris Ellis: B.O.P. Official Grant
- Barbara Sharma: kobieta w aucie
- John Robotham: strażnik Ryan
- Conrad Goode: Londell
- Angela Featherstone: Ginny
- Robert White: żołnierz
- Jesse Borrego: Francisco Cindino
- Don S. Davis: mężczyzna w aucie
- Pete Antico: strażnik Garner
- Jeris Poindexter: Watts
- Robert Taft: żołnierz
- Scott Rosenberg: Diler Garlanda
- Jeff Olson: wujek Bob
- Gérard L’Heureux: strażnik Renfro
- Richard L. Duran: Warlock
- Sheldon Worthington: pilot
- Joseph Patrick Kelly: strażnik
- Kevin Cooney: sędzia
- Emilio Rivera: Carlos
- Alexandra Balahoutis: kelnerka
- Mark Ginther: strażnik
- Joey Miyashima: Tech Guy
- Colm Meaney: agent DEA Duncan Malloy
- David Roberson: Supervisor
- Billy Devlin: strażnik
- Charles Lynn Frost: agent DEA
- Doug Dearth: Con
- Greg Collins: strażnik
- Ashley Smock: Huey Pilot
- Doug Hutchison: Donald

## Twórcy filmu
reżyseria:
- Simon West

scenariusz:
- Scott Rosenberg

zdjęcia:
- David Tattersall

muzyka:
- Trevor Rabin
- Mark Mancina

scenografia:
- Edward T. McAvoy
- Debra Echard

producent:
- Jerry Bruckheimer

producent wykonawczy:
- Lynn Bigelow
- Peter Bogart
- Jonathan Hensleigh
- Jim Kouf
- Chad Oman

montaż:
- Steve Mirkovich
- Glen Scantlebury
- Chris Lebenzo

kostiumy:
- Bobbie Read

dźwięk:
- Greg P. Russell
- Kevin O’Connell
- Art Rochester

## Nagrody i nominacje
Oscary za rok 1997
- Najlepsza piosenka – How Do I Live – muz. i sł. Diane Warren (nominacja)
- Najlepszy dźwięk – Kevin O’Connell, Greg P. Russell, Art Rochester (nominacja)

Saturn za rok 1997
- Najlepszy aktor drugoplanowy – Steve Buscemi (nominacja)

Nagroda Grammy w 1998
- Best Song Written Specifically for a Motion Picture or Television – How Do I Live – muz. i sł. Diane Warren (nominacja)

Złota Malina za rok 1997
- Film niebezpieczny dla zdrowia i życia publicznego
- Najgorsza piosenka – How Do I Live – muz. i sł. Diane Warren (nominacja)